# Жіноча юніорська збірна Казахстану з хокею із шайбою
Жіноча юніорська збірна Казахстану з хокею із шайбою  — національна жіноча юніорська збірна Казахстану. Команда перебуває під опікою Казахстанської федерації хокею із шайбою.

## Виступи на чемпіонатах світу
| Рік  | І | В  | П  | Н | ШЗ | ШП | О  | Місце                               |
| ---- | - | -- | -- | - | -- | -- | -- | ----------------------------------- |
| 2010 | 5 | 0  | 5  | 0 | 9  | 46 | 0  | 6 місце (Дивізіон І)                |
| 2011 | 5 | 0  | 5  | 0 | 8  | 48 | 0  | 6 місце (Дивізіон І)                |
| 2012 | 5 | 0  | 5  | 0 | 4  | 44 | 0  | 6 місце (Дивізіон І — кваліфікація) |
| 2013 | 5 | 0  | 5  | 0 | 3  | 34 | 0  | 6 місце (Дивізіон І — кваліфікація) |
| 2014 | 4 | 0  | 4* | 0 | 5  | 17 | 2  | 5 місце (Дивізіон І — кваліфікація) |
| 2015 | 5 | 2^ | 3  | 0 | 6  | 14 | 5  | 4 місце (Дивізіон І — кваліфікація) |
| 2016 | 4 | 3  | 1  | 0 | 22 | 7  | 9  | 3 місце (Дивізіон І, кваліфікація)  |
| 2017 | 5 | 0  | 5  | 0 | 6  | 23 | 0  | 6 місце (Дивізіон ІВ)               |
| 2018 | 4 | 1  | 3  | 0 | 3  | 39 | 3  | 4 місце (Дивізіон ІВ, кваліфікація) |
| 2019 | 4 | 3  | 1+ | 0 | 26 | 6  | 10 | 2 місце (Дивізіон ІВ, кваліфікація) |
| 2020 | 3 | 0  | 3* | 0 | 6  | 11 | 2  | 4 місце (Дивізіон ІІА)              |
| 2022 | 5 | 1  | 4  | 0 | 4  | 19 | 3  | 8 місце (Дивізіон ІІ)               |
| 2023 | 5 | 5  | 0  | 0 | 35 | 5  | 15 | 1 місце (Дивізіон ІІВ)              |
| 2024 | 5 | 1  | 4  | 0 | 11 | 20 | 3  | 5 місце (Дивізіон ІІА)              |
| 2025 | 5 | 4  | 1  | 0 | 39 | 10 | 12 | 2 місце (Дивізіон ІІА)              |

* Включно дві поразки в додатковий час

^ Включає в себе одну перемогу в додатковий час

+ Включає в себе одну поразку в додатковий час (в плей-оф раунді)